# Literaturjahr 1921
Liste der Literaturjahre

◄◄ | ◄ | 1917 | 1918 | 1919 | 1920 | Literaturjahr 1921 | 1922 | 1923 | 1924 | 1925 | ►►

Weitere Ereignisse

## Ereignisse

### Prosa

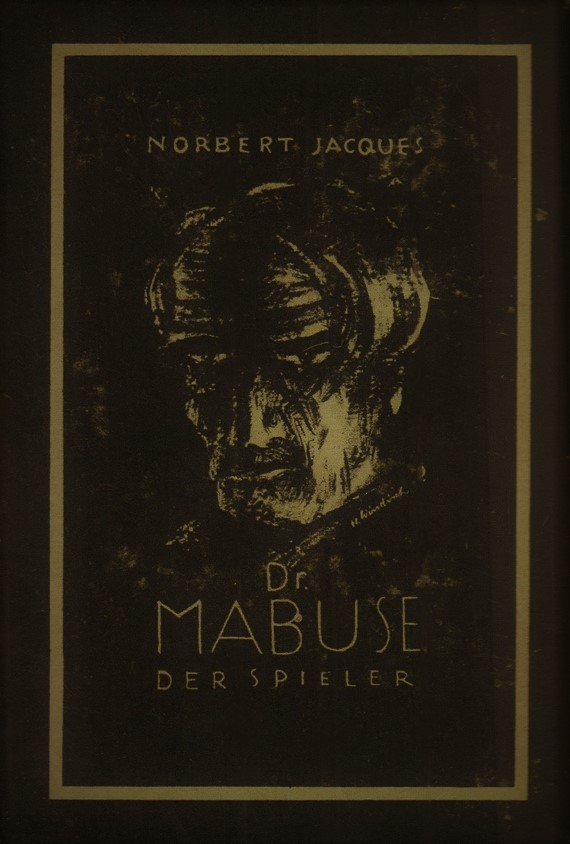
Dr. Mabuse, der Spieler von Norbert Jacques.

- Der luxemburgische Schriftsteller Norbert Jacques veröffentlicht den ersten Roman mit der Hauptfigur Dr. Mabuse, der wenig später von Fritz Lang verfilmt wird.

### Drama
- 3. Januar: Das Aufführungsverbot von Arthur Schnitzlers Drama Der Reigen wird aufgehoben. Es war wegen angeblicher Unsittlichkeit beanstandet worden.
- 9. Mai: Sechs Personen suchen einen Autor von Luigi Pirandello verursacht bei seiner Uraufführung am Teatro Valle in Rom einen Skandal, bevor es seinen Siegeszug durch die europäischen Theaterhäuser antritt.
- 5. September: Das Teatro Cervantes, heute das Nationaltheater Argentiniens, wird in Buenos Aires eingeweiht.
- 7. November: Das Lustspiel Der Schwierige von Hugo von Hofmannsthal wird in München uraufgeführt und bei S. Fischer in Berlin veröffentlicht.

### Literaturverfilmungen
- 6. März: Das US-amerikanische Familienepos The Four Horsemen of the Apocalypse (Die vier Reiter der Apokalypse) von Rex Ingram, basierend auf dem Roman Los cuatro Jinetes de Apocalipsis von Vicente Blasco Ibáñez, wird uraufgeführt und bewirkt den Durchbruch des jungen Schauspielers Rudolph Valentino.
- 7. April: Der deutsche Horrorfilm Schloß Vogelöd von Friedrich Wilhelm Murnau nach dem gleichnamigen Kriminalroman von Rudolf Stratz wird uraufgeführt.
- 28. August: Die drei Musketiere ist der erste große Kostümfilm von Douglas Fairbanks senior, der auch die Hauptrolle spielt. Der Stummfilm von Regisseur Fred Niblo basiert auf dem gleichnamigen Roman von Alexandre Dumas dem Älteren und wird ein großer Erfolg.

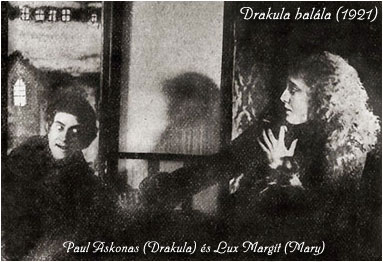
Filmszene Drakula halála

- verm. August: Der ungarische Stummfilm Drakula halála (Draculas Tod) mit dem Österreicher Paul Askonas in der Titelrolle gilt als der erste Dracula-Film der Filmgeschichte. Der Film gilt mittlerweile als verschollen.
- 15. September: Der Stummfilm  Der kleine Lord mit Mary Pickford basierend auf dem Roman Der kleine Lord von Frances Hodgson Burnett hat seine Uraufführung. Regie führten ihr Bruder Jack Pickford und Alfred E. Green.

### Preise und Auszeichnungen
- Der französische Schriftsteller Anatole France erhält „als eine Anerkennung seiner glänzenden schriftstellerischen Tätigkeit, geprägt von edler Stilkunst, weitherziger Humanität, von Anmut und französischem Gemüt“, den Nobelpreis für Literatur.
- Der Roman The Age of Innocence von Edith Wharton wird mit dem Pulitzer Prize for the Novel ausgezeichnet.

### Gründungen
- 5. Oktober: In London wird von der englischen Schriftstellerin Catherine Amy Dawson Scott der internationale Schriftstellerverband PEN (Poets, Essayists, Novelists) gegründet, der stark von der Friedensbewegung geprägt ist. Frühe Mitglieder des Clubs sind Joseph Conrad, George Bernard Shaw und H. G. Wells. In die europaweit schnell gegründeten Zentren treten unter anderen Anatole France, Thomas Mann, Paul Valéry und Benedetto Croce ein, die eine aktive Rolle im Leben und Arbeiten des PEN einnehmen.

## Geboren

### Januar bis März
- 03. Januar: Mily Dür, schweizerische Schriftstellerin und Lyrikerin († 2016)
- 03. Januar: Claude Vigée, französischer Dichter († 2020)

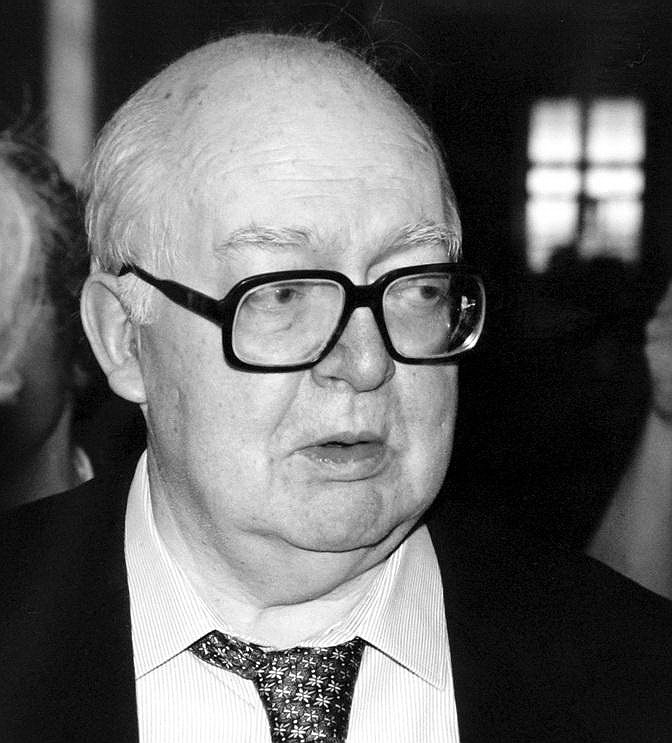
Friedrich Dürrenmatt

- 05. Januar: Friedrich Dürrenmatt, Schweizer Schriftsteller, Dramatiker und Maler († 1990)
- 08. Januar: Leonardo Sciascia, italienischer Schriftsteller († 1989)
- 13. Januar: Necati Cumalı, türkischer Schriftsteller, Dramatiker, Essayist und Lyriker († 2001)
- 14. Januar: Kenneth Bulmer, britischer SF-Autor († 2005)
- 14. Januar: Madeleine Lazard, französische Romanistin und Literaturwissenschaftlerin († 2022)
- 19. Januar: Patricia Highsmith, US-amerikanische Schriftstellerin († 1995)
- 19. Januar: Katrin Höngesberg, deutsche Zeichnerin, Malerin, Illustratorin und Schriftstellerin († 2009)
- 19. Januar: Miklós Mészöly, ungarischer Schriftsteller († 2001)
- 20. Januar: Bernt Engelmann, deutscher Schriftsteller und Journalist († 1994)
- 20. Januar: Jacques Ferron, kanadischer Schriftsteller französischer Sprache († 1985)
- 22. Januar: Krzysztof Kamil Baczyński, polnischer Dichter und Soldat der Polnischen Heimatarmee († 1944)
- 29. Januar: Hans Dichand, österreichischer Journalist, Herausgeber der Kronen Zeitung († 2010)
- 31. Januar: Kurt Marti, Schweizer Pfarrer und Schriftsteller († 2017)

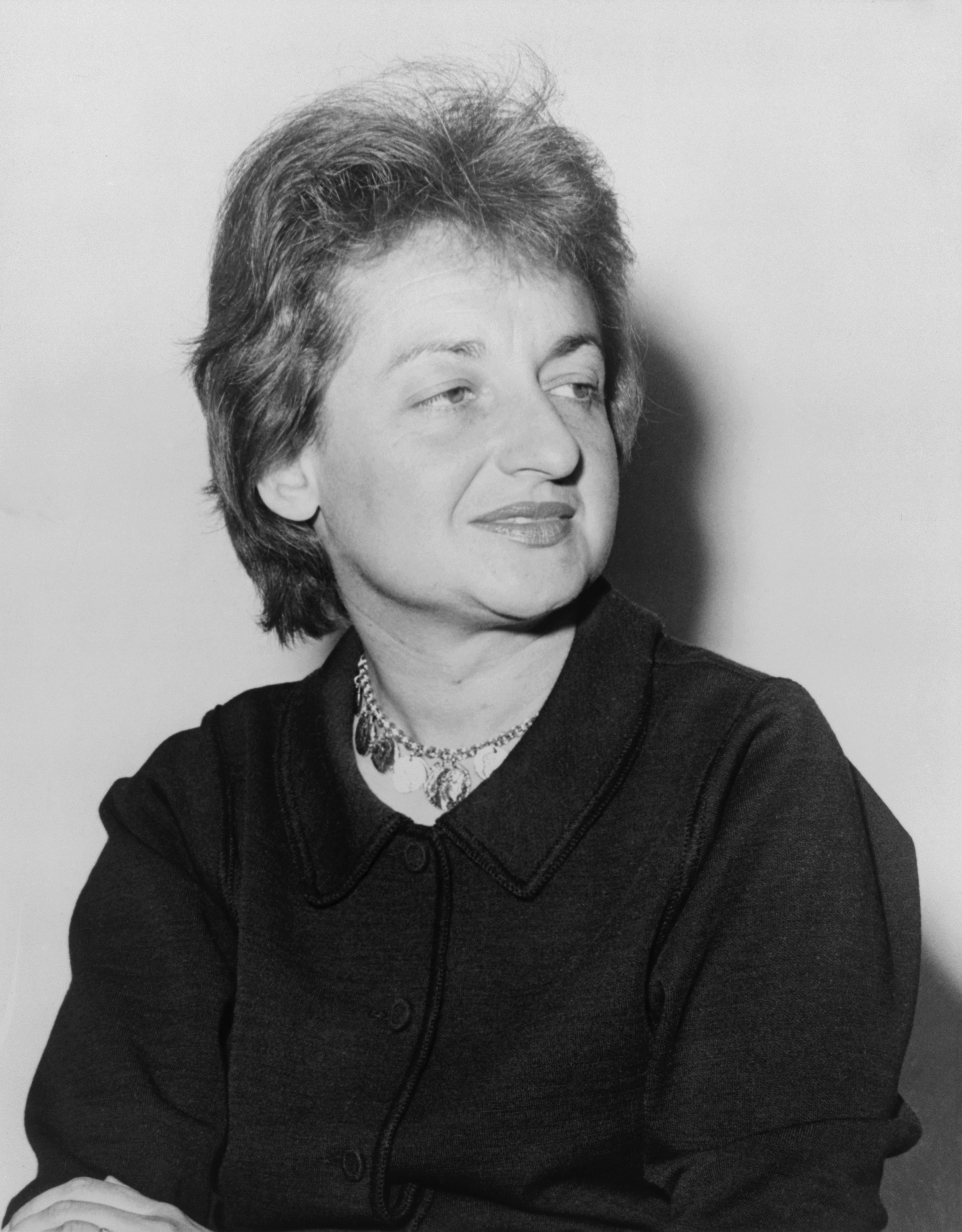
Betty Friedan

- 04. Februar: Betty Friedan, US-amerikanische Feministin und Publizistin († 2006)
- 04. Februar: Lembit Remmelgas, sowjetestnischer Übersetzer, Literaturkritiker und Drehbuchautor († 1992)
- 08. Februar: Hans Albert, deutscher Soziologe und Philosoph († 2023)
- 09. Februar: Heinz Schöffler, deutscher Lektor, Schriftsteller, Literatur- und Kunstkritiker († 1973)
- 10. Februar: Margarete Hannsmann, deutsche Schriftstellerin († 2007)
- 19. Februar: Lamberto Antonelli, italienischer Journalist und Autor
- 22. Februar: Wayne Booth, US-amerikanischer Literaturwissenschaftler († 2005)
- 23. Februar: Jean Mesnard, französischer Romanist und Literaturwissenschaftler († 2016)
- 24. Februar: Ludvík Aškenazy, tschechischer Schriftsteller, Dramatiker und Drehbuchautor († 1986)
- 24. Februar: Ludwig Munzinger junior, deutscher Verleger († 2012)

- 01. März: Richard Wilbur, US-amerikanischer Dichter und Schriftsteller († 2017)
- 02. März: Ernst Haas, österreichisch-US-amerikanischer Fotograf und Autor († 1986)
- 03. März: Paul Guimard, französischer Schriftsteller († 2004)
- 08. März: Denys de La Patellière, französischer Filmregisseur und Drehbuchautor († 2013)
- 08. März: József Romhányi, ungarischer Drehbuchautor, Librettist und Lyriker († 1983)
- 10. März: Otto Heinrich Kühner, deutscher Schriftsteller († 1996)
- 13. März: Al Jaffee, US-amerikanischer Comic-Zeichner und -Texter († 2023)
- 18. März: Bartolomeu Anania, rumänischer Schriftsteller und Geistlicher († 2011)
- 18. März: Eilif Armand, norwegischer Schauspieler, Lyriker und Literaturkritiker († 1993)
- 18. März: Hellema, niederländischer Schriftsteller und Widerstandskämpfer († 2005)
- 18. März: Claire Pratt, kanadische Grafikerin, Lyrikerin und Herausgeberin († 1995)
- 23. März: Gert Fritz Unger, deutscher Schriftsteller († 2005)

### April bis Juni
- 01. April: André Stil, französischer Schriftsteller († 2004)
- 04. April: Karl Gröning jr., deutscher Bühnenbildner und Buchgestalter († 2003)
- 16. April: Dieter Korp, deutscher Journalist und Fachbuchautor († 2015)
- 16. April: Wolfgang Leonhard, deutscher Historiker und Autor († 2014)

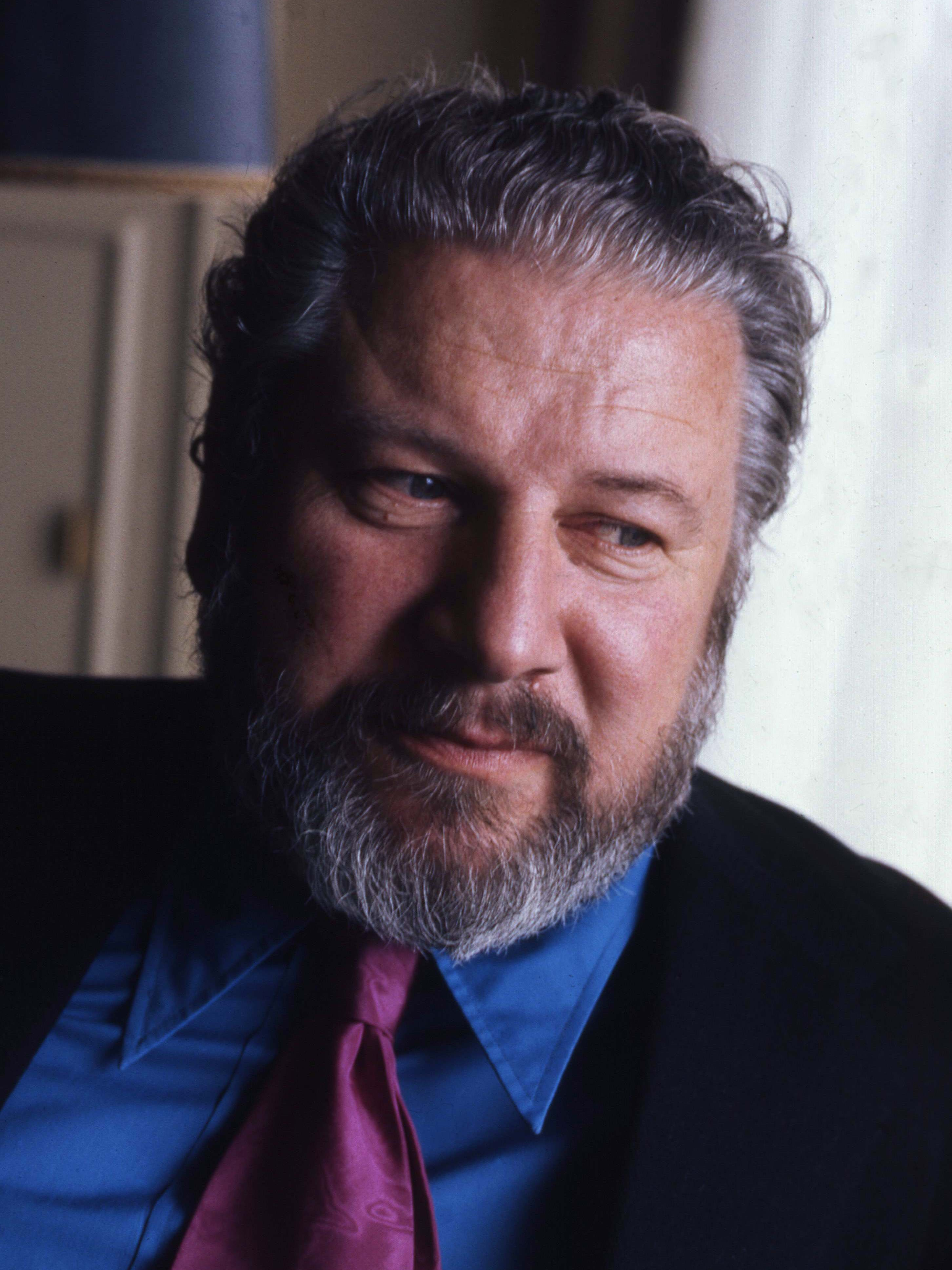
Peter Ustinov (1973)

- 16. April: Peter Ustinov, US-amerikanischer Schriftsteller, Schauspieler, Regisseur († 2004)
- 18. April: Heinz Werner Hübner, deutscher Journalist († 2005)

- 01. Mai: Robert Goldmann, US-amerikanischer Journalist († 2018)
- 06. Mai: Erich Fried, österreichischer Lyriker, Übersetzer und Essayist († 1988)
- 09. Mai: Daniel Berrigan, US-amerikanischer Jesuit, Schriftsteller und Friedensaktivist († 2016)
- 09. Mai: Mona Van Duyn, US-amerikanische Dichterin († 2004)
- 10. Mai: Oliver Hassencamp, deutscher Kabarettist, Schauspieler und Autor († 1988)
- 12. Mai: Farley Mowat, kanadischer Schriftsteller († 2014)
- 17. Mai: Albrecht B. Strauss, US-amerikanischer Anglist und Literaturwissenschaftler († 2015)
- 20. Mai: Wolfgang Borchert, deutscher Schriftsteller († 1947)
- 20. Mai: Karl Dedecius, deutscher Übersetzer († 2016)
- 21. Mai: Jean Dewasne, französischer Maler, Bildhauer und Autor († 1999)
- 21. Mai: Adriano Soldini, Schweizer Pädagoge und Schriftsteller († 1989)
- 23. Mai: James Blish, US-amerikanischer Science-Fiction-Schriftsteller († 1975)
- 23. Mai: Humphrey Lyttelton, britischer Jazzmusiker und Autor († 2008)
- 25. Mai: Giorgio Orelli, Schweizer Schriftsteller, Literaturkritiker und Übersetzer († 2013)
- 28. Mai: Heinz G. Konsalik, deutscher Schriftsteller († 1999)

- 10. Juni: Hans Rotta, deutscher Verleger, Herausgeber, Redakteur und Biologe († 2008)
- 11. Juni: Hans Detlev Becker, deutscher Journalist († 2014)
- 12. Juni: H. C. Artmann, österreichischer Dichter († 2000)
- 16. Juni: Olav Hodne, norwegischer Missionar und Autor († 2009)
- 16. Juni: Gustav Just, Journalist in der DDR, Autor und Übersetzer († 2011)
- 16. Juni: Hans Joachim von Koblinski, deutscher Romanautor und Verlagslektor († 2013)
- 20. Juni: Matilde Rosa Araújo, portugiesische Schriftstellerin († 2010)
- 21. Juni: Helmut Heißenbüttel, deutscher Schriftsteller († 1996)
- 24. Juni: Amanda Berenguer, uruguayische Lyrikerin († 2010)
- 27. Juni: Yusuf Atılgan, türkischer Schriftsteller († 1989)
- 29. Juni: Reinhard Mohn, deutscher Unternehmer, Verleger († 2009)

### Juli bis September
- 02. Juli: Hans-Georg Lenzen, deutscher Professor für Gestaltung, Autor von Kinderbüchern, Illustrator und Übersetzer († 2014)
- 07. Juli: Rollo Gebhard, deutscher Einhandsegler, Autor und Tierschützer († 2013)
- 08. Juli: Othmar Franz Lang, österreichischer Schriftsteller, insbesond. Jugendbuchautor († 2005)
- 09. Juli: Hans-Joachim Reiche, deutscher Journalist († 2005)
- 12. Juli: Peter Edel, deutscher Grafiker und Schriftsteller († 1983)
- 27. Juli: Karl Ernst Tielebier-Langenscheidt, deutscher Verleger
- 29. Juli: Chris Marker, französischer Schriftsteller, Fotograf und Dokumentarfilmer († 2012)

- 03. August: Frank De Felitta, US-amerikanischer Schauspieler und Drehbuchautor († 2016)
- 11. August: Alex Haley, US-amerikanischer Schriftsteller († 1992)
- 11. August: Frederick Mayer, deutscher Pädagoge, Hochschullehrer, Autor († 2006)
- 13. August: Raúl Matas, chilenischer Journalist und Moderator († 2004)
- 13. August: Imre Sarkadi, ungarischer Schriftsteller († 1961)
- 14. August: Julia Hartwig, polnische Dichterin und Übersetzerin († 2017)

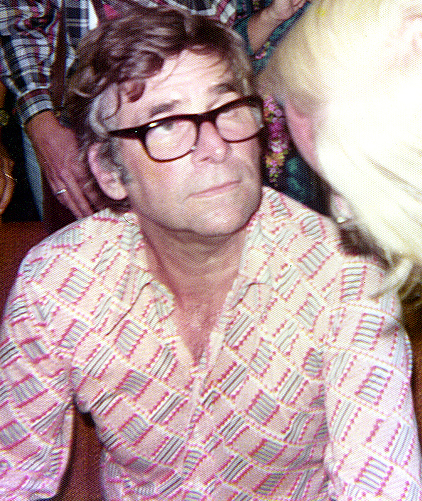
Gene Roddenberry, 1976

- 19. August: Gene Roddenberry, US-amerikanischer Drehbuchautor, Fernseh- und Filmproduzent († 1991)
- 25. August: Brian Moore, US-amerikanischer Schriftsteller und Drehbuchautor († 1999)
- 27. August: Leo Penn, US-amerikanischer Filmregisseur, Schauspieler, Drehbuchautor und Filmproduzent († 1998)
- 27. August: Karel Ptáčník, tschechischer Schriftsteller († 2002)
- 27. August: Manuel Rueda, dominikanischer Schriftsteller und Pianist († 1999)

- 01. September: Willem Frederik Hermans, niederländischer Schriftsteller († 1995)
- 06. September: Carmen Laforet, spanische Schriftstellerin († 2004)
- 09. September: Solomon Apt, russischer Übersetzer († 2010)
- 11. September: Kalju Ahven, estnischer Dichter († 1946)

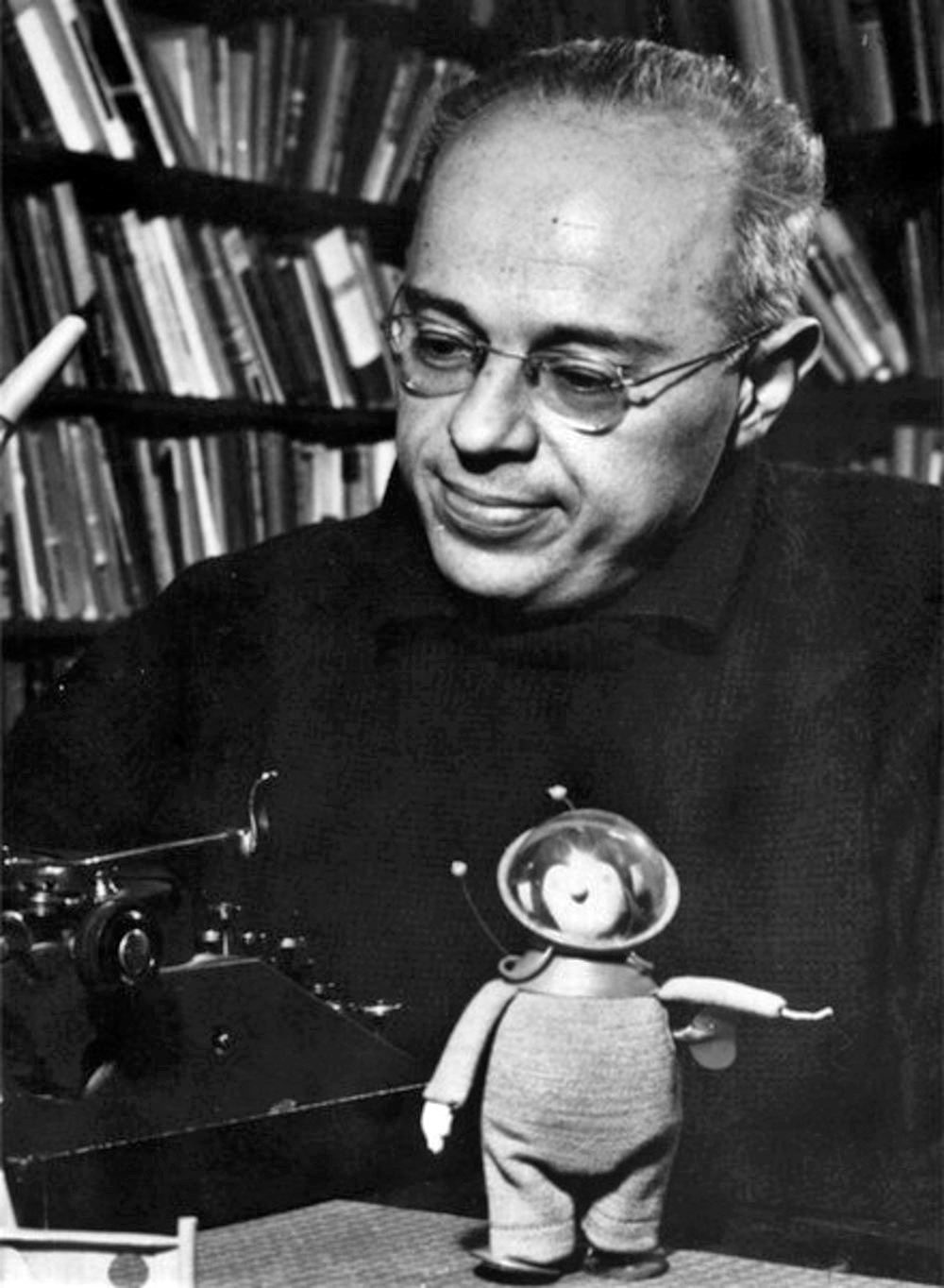
Stanisław Lem

- 12. September: Stanisław Lem, polnischer Philosoph, Essayist und Science-Fiction-Autor († 2006)
- 14. September: Erhard Agricola, deutscher Sprachwissenschaftler und Schriftsteller († 1995)
- 22. September: Wolfgang Arnold, österreichischer Schriftsteller († 1998)
- 23. September: Ernst Naumann, deutscher Verleger († 2004)
- 25. September: Ann-Charlott Settgast, deutsche Schriftstellerin († 1988)
- 26. September: Cyprian Ekwensi, nigerianischer Schriftsteller († 2007)
- 29. September: Hans-Günter Krack, deutscher Autor, meist von Kinder- und Jugendliteratur († um 2000)

### Oktober bis Dezember
- 03. Oktober: Hermann Arnhold, russischer Dichter († 1991)
- 09. Oktober: Tadeusz Różewicz, polnischer Schriftsteller († 2014)
- 10. Oktober: James Clavell, britisch-australischer Romanschriftsteller, Drehbuchautor und Regisseur († 1994)
- 10. Oktober: Andrea Zanzotto, italienischer Dichter († 2011)
- 15. Oktober: Hoimar von Ditfurth, deutscher Schriftsteller und Fernsehmoderator († 1989)
- 22. Oktober: Georges Brassens, französischer Dichter, Autor, und Interpret von Chansons († 1981)

- 01. November: Ilse Aichinger, österreichische Schriftstellerin († 2016)
- 04. November: Gert Ledig, deutscher Schriftsteller († 1999)
- 06. November: James Jones, US-amerikanischer Schriftsteller († 1977)
- 10. November: Abd ar-Rahman Scharkawi, ägyptischer Schriftsteller († 1987)
- 17. November: Warren Tallman, US-amerikanischer Literaturwissenschaftler († 1994)
- 18. November: Tschabua Amiredschibi, georgischer Schriftsteller († 2013)
- 19. November: Max Kruse, deutscher Kinderbuchautor († 2015)
- 19. November: Zorko Simčič, slowenischer Schriftsteller, Dramatiker, Dichter, Essayist und Publizist

- 02. Dezember: Iakovos Kambanellis, griechischer Dramatiker, Drehbuchautor, Dichter, Schriftsteller und Überlebender des KZ Mauthausen († 2011)
- 04. Dezember: Carlos Franqui, kubanischer Poet, Schriftsteller, Journalist und Kunstkritiker († 2010)
- 10. Dezember: Christine Brückner, deutsche Schriftstellerin († 1996)

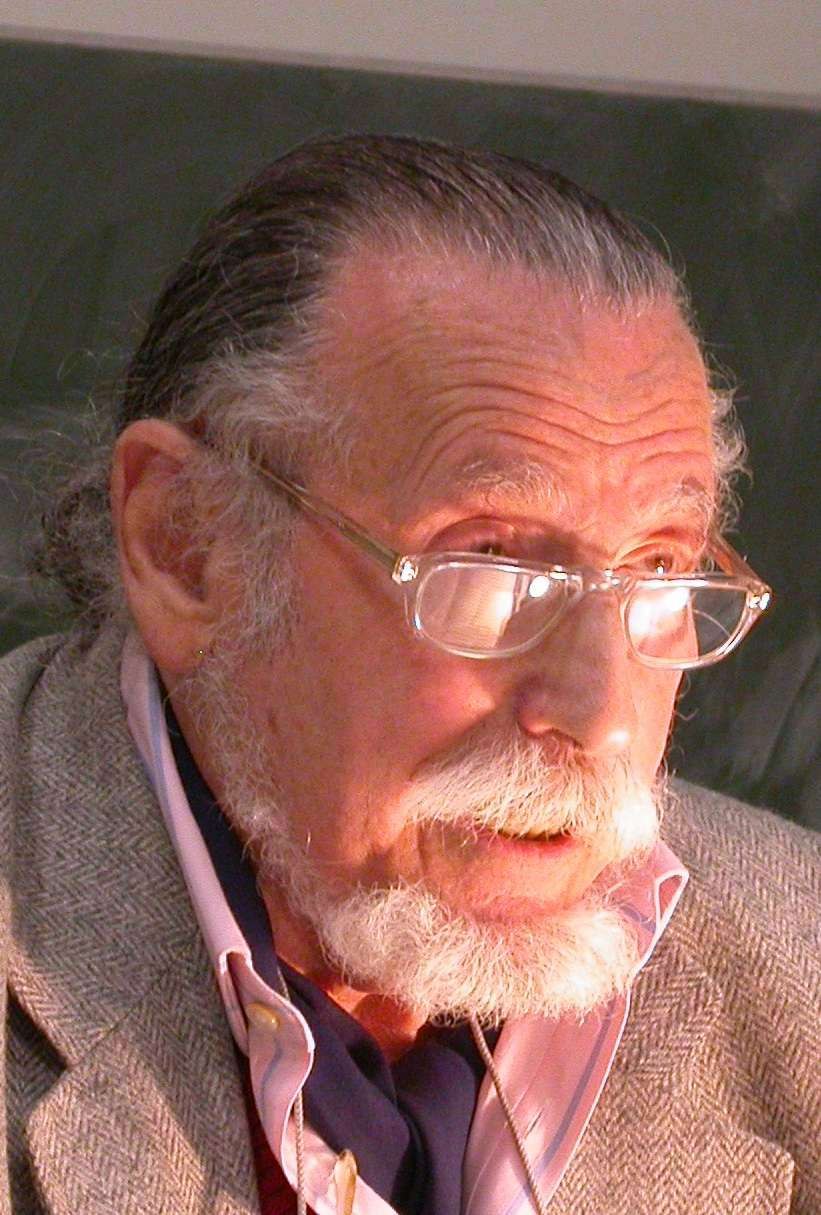
Georg Stefan Troller

- 10. Dezember: Georg Stefan Troller, österreichischer Schriftsteller, Fernsehjournalist und Dokumentarfilmer
- 12. Dezember: George Frankl, österreichischer Psychoanalytiker, Philosoph und Autor († 2004)
- 15. Dezember: Nadija Andrianowa, ukrainische Autorin, Übersetzerin und Esperantistin († 1998)
- 17. Dezember: Anne Golon, französische Schriftstellerin († 2017)
- 20. Dezember: Gomi Kōsuke, japanischer Schriftsteller († 1980)
- 21. Dezember: Augusto Monterroso, guatemaltekischer Schriftsteller und Diplomat († 2003)
- 22. Dezember: Hermann Degner, Schweizer Schriftsteller († 2004)
- 23. Dezember: Hans Bausch, deutscher Journalist und Rundfunkintendant († 1991)
- 23. Dezember: Günther Nenning, österreichischer Journalist, Autor und politischer Aktivist († 2006)
- 26. Dezember: Dietrich Andernacht, deutscher Historiker und Archivar († 1996)
- 26. Dezember: Thomas von Randow, deutscher Mathematiker, Wissenschaftsredakteur und Buchautor († 2009)
- 27. Dezember: Emil Obermann, deutscher Journalist und Fernsehmoderator († 1994)
- 28. Dezember: Tamara Ehlert, deutsche Dichterin († 2008)

## Gestorben

### Todesdatum gesichert
- 26. Januar: Georg Oskar Immanuel von Hase, deutscher Verleger und Buchhändler (* 1846)
- 04. Februar: Carl Hauptmann, deutscher Schriftsteller (* 1858)
- 16. Februar: Ernst Ziel, deutscher Schriftsteller und Redakteur (* 1841)

- 18. April: August Scherl, deutscher Großverleger (* 1849)
- 04. Mai: Alfred Hermann Fried, deutscher Pazifist, Publizist, Friedensnobelpreisträger (* 1864)
- 12. Mai: Emilia Pardo Bazán, spanische Schriftstellerin (* 1851)
- 13. Mai: Jean François Victor Aicard, französischer Dichter, Romancier und Dramatiker (* 1848)

- 05. Juni: Georges Feydeau, französischer Dramatiker (* 1862)
- 18. Juni: Eduardo Acevedo Díaz, uruguayischer Schriftsteller und Politiker (* 1851)
- 19. Juni: Thaddäus Rittner, polnischer Schriftsteller (* 1873)
- 26. Juni: Alfred Percy Sinnett, englischer Autor und Theosoph (* 1840)
- 29. Juni: Jennie Churchill, amerikanisch-britische Philanthropin und Autorin (* 1854)

- 30. Juli: Luise Ahlborn, deutsche Schriftstellerin (* 1834)
- 07. August: Alexander Blok, russischer Dichter (* 1880)
- 08. August: Juhani Aho, finnischer Schriftsteller und Journalist (* 1861)
- 26. August: Ludwig Thoma, deutscher Schriftsteller und Satiriker (* 1867)

- 17. September: Filip Rězak, sorbischer Pfarrer, Übersetzer und Wörterbuchautor (* 1859)
- 24. September: Hermann Boßdorf, deutscher Schriftsteller (* 1877)
- 28. September: Oskar Panizza, deutscher Arzt und Schriftsteller (* 1853)

- 01. Oktober: Lamar Fontaine, amerikanischer Schriftsteller (* 1841)
- 13. Oktober: Max Bewer, deutscher Dichter und Schriftsteller (* 1861)
- 08. November: Pavol Országh Hviezdoslav, slowakischer Dichter (* 1849)

- 17. Dezember: Gabriela Zapolska, polnische Schriftstellerin (* 1857)
- 24. Dezember: Teresa Wilms Montt, chilenische Dichterin und Schriftstellerin (* 1893)
- 25. Dezember: Wladimir Korolenko, russischer Dichter (* 1853)

### Genaues Todesdatum unbekannt
- Émile Arnaud, französischer Anwalt, Notar, Pazifist und Schriftsteller (* 1884)

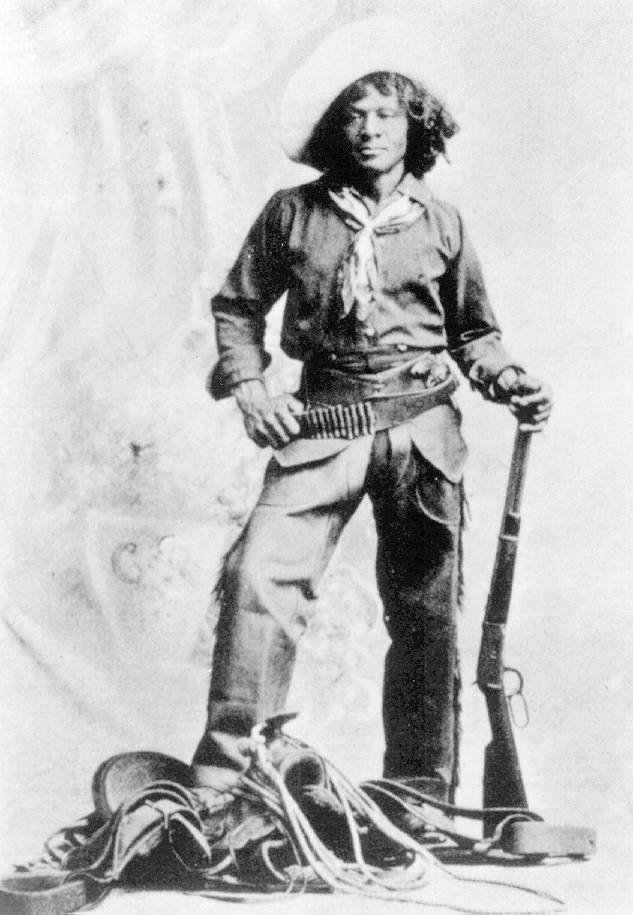
Nat Love (1876)

- Nat Love, US-amerikanischer Sklave, Cowboy, Rodeoreiter, Pullman porter und Autor (* 1854)